# Кременчуг (Північно-Казахстанська область)
Кременчу́г (каз. Кременчуг) — село у складі Тайиншинського району Північноказахстанської області Казахстану.

## Історія
Засноване 1908 року переселенцями з України. Спочатку називалося Крінадук, ця назва проіснувала до 1937 року. У 1917 році був організований комітет бідноти, а в 1929 був організований колгосп «Рівність» і тоді ж село стало називатися Кременчук. У 1937 році відкрили школу.
У 50-60-х роках в селі ведеться активне будівництво. Побудували клуб, контору, тваринницькі приміщення, в 1964 році побудована середня школа.
У 1963 році шляхом об'єднання сіл Липівки і Кременчука утворився колгосп ім «Кірова».
Входить до складу Келлеровського сільського округу, раніше було центром ліквідованої Кременчузької сільської ради.

## Населення
Населення — 143 особи (2021; 228 у 2009, 388 у 1999, 543 у 1989).
Національний склад станом на 1989 рік:
- росіяни — 28 %
- німці — 21 %.

## Уродженці
- Бережной Іван Михайлович — молодший лейтенант Робітничо-селянської Червоної Армії, учасник Другої світової війни, Герой Радянського Союзу.
- Самарцев Володимир Іванович — український співак, народний артист України.